# Епархия Атлакомулько
Епархия Атлакомулько (лат. Dioecesis Atlacomulcana) — епархия Римско-католической церкви с центром в городе Атлакомулько, Мексика. Епархия Атлакомулько входит в митрополию Мехико. Кафедральным собором епархии Атлакомулько является церковь Божественного Провидения. 

## История
3 ноября 1984 года Римский папа Иоанн Павел II издал буллу Quandoquidem ad plenius, которой учредил епархию Атлакомулько, выделив её из епархии Толуки.

## Ординарии епархии
- епископ Ricardo Guízar Díaz (1984—1996);
- епископ Constancio Miranda Weckmann (1998—2009);
- епископ Juan Odilón Martínez García (2010 — по настоящее время).

## Источник
- Annuario Pontificio, Libreria Editrice Vaticana, Città del Vaticano, 2003, ISBN 88-209-7422-3
- Булла Quandoquidem ad plenius  (лат.)